# Ilie Sánchez
Ilie Sánchez Farrés (Barcelona, 21 de novembro de 1990) é um futebolista espanhol. É um jogador versátil, que pode jogar de volante, zagueiro ou lateral-direito.

## Carreira
Ilie Sánchez se formou em vários clubes da província de Barcelona: FC Martinenc, UE Catalonia, PB Collblanc, Cornellà e Barcelona. Entre 2007 e 2009 jogando como Juvenil, foi campeão da Copa de Campeones Juvenil e vice-campeão da Copa del Rey da categoria.
Foi deslocado para a lateral-direita pelo treinador do Barcelona B, Luis Enrique.

## Títulos
Sporting Kansas City
- Lamar Hunt U.S. Open Cup: 2017

Los Angeles FC
- MLS Cup: 2022
- MLS Supporters' Shield: 2022
- Lamar Hunt U.S. Open Cup: 2024

### Prêmios individuais
- MLS All-Star: 2018, 2022